# 이태환 (가수)
이태환은 대한민국의 가수다. 과거 설운도의 매니저를 맡은 적이 있으며, 1992년부터 가수로 활동하고 있다.

## 방송
- 트로트의 민족 (2020) - Top48(38위)
- 장윤정의 도장깨기 (2021) - Top7